# ボドム・アフター・ミッドナイト
ボドム・アフター・ミッドナイト（Bodom After Midnight）は、フィンランド出身のメロディックデスメタルバンド。

## 略歴
2020年のチルドレン・オブ・ボドム解散後、アレキシ・ライホ (Vo, G)とダニエル・フレイベリ (G)を中心にフィンランドのエスポーで結成された。チルドレン・オブ・ボドムに在籍していた3名の許可が必要であり、継続してチルドレン・オブ・ボドム名義での活動を続けることができなかったため、ボドム・アフター・ミッドナイトとして活動を始めた。
ただし、元々アレキシ・ライホもチルドレン・オブ・ボドムの名称独占使用権を保有するAA・アンド・セウィラ・コンサルティング社の共同経営者であったにもかかわらず、他3名の同意の下、自身の保有する会社の株式を売却してチルドレン・オブ・ボドムの名称使用権を放棄している。なお、バンド名は、チルドレン・オブ・ボドムの3rdアルバム『フォロー・ザ・リーパー』の収録曲にちなむ。
ラインナップには、元サンタクルスのミトヤ・トイヴォネン（B）とパラダイス・ロストのワルッテリ・ヴァユリュネン（Dr）が加わり、ツアー時のサポートにラウリ・サロマー（Key）が参加することが発表される。
2020年の夏に3つの公演を控えていたが、新型コロナウイルス感染症の流行の影響で全てキャンセルになったことが発表された。結局、同年10月23日にセイナヨキのリュトミコルヤーモ（芬: Rytmikorjaamo）で開催されたライヴがデビューライヴとなった。このライヴでは、17曲が演奏されたが新曲は演奏されず、チルドレン・オブ・ボドム時代の楽曲のみの演奏となった。12月には、オーストリアのナパーム・レコードと契約したことが発表され、併せて2021年後半にデビューアルバムをリリース予定であることも公表された。
2021年1月4日、バンドの中心人物であるアレキシ・ライホが12月末にヘルシンキにある自宅で亡くなった事が公表された。発表当初は死因は明かされず長年健康問題を抱えていたとだけ公表されていたが、2021年3月にキンバリー・ゴスにより「アルコール性の肝臓と膵臓組織の障害」であったことが明かされた。また、ボドム・アフター・ミッドナイトで録音された3曲が死後にリリースされることも発表され、2月にナパーム・レコードより同年4月下旬に1st EP『Paint The Sky With Blood』をリリースすることが発表された。日本では、ワードレコーズのサブレーベル・ケイオスレインズより日本盤がリリースされることになった。
ライホの死が公表されてからもボドム・アフター・ミッドナイトの去就は不明なままであったが、2021年4月に公開されたインタビューでフレイベリは「残念だが、アクティブ・バンドとしてのボドム・アフター・ミッドナイトは、アレキシ・ライホと共に葬られてしまうだろう」と述べ、ボドム・アフター・ミッドナイトの活動を終了することを公表した。この理由についてフレイベリは、「アレキシとの関連が強いから、ボドムという名前を彼抜きで使うことを、俺達は良いとは全く思えないんだ」と説明している。

## メンバー

### 現メンバー
- ダニエル・フレイベリ (Daniel Freyberg) - リズムギター（2020年 - 2021年）
チルドレン・オブ・ボドム、ネイルダウン、ノーサー等で活動。
- ミトヤ・トイヴォネン (Mitja Toivonen) - ベース（2020年 - 2021年）
サンタ・クルスで活動。
- ワルッテリ・ヴァユリュネン (Waltteri Väyrynen) - ドラムス（2020年 - 2021年）
パラダイス・ロスト等で活動。

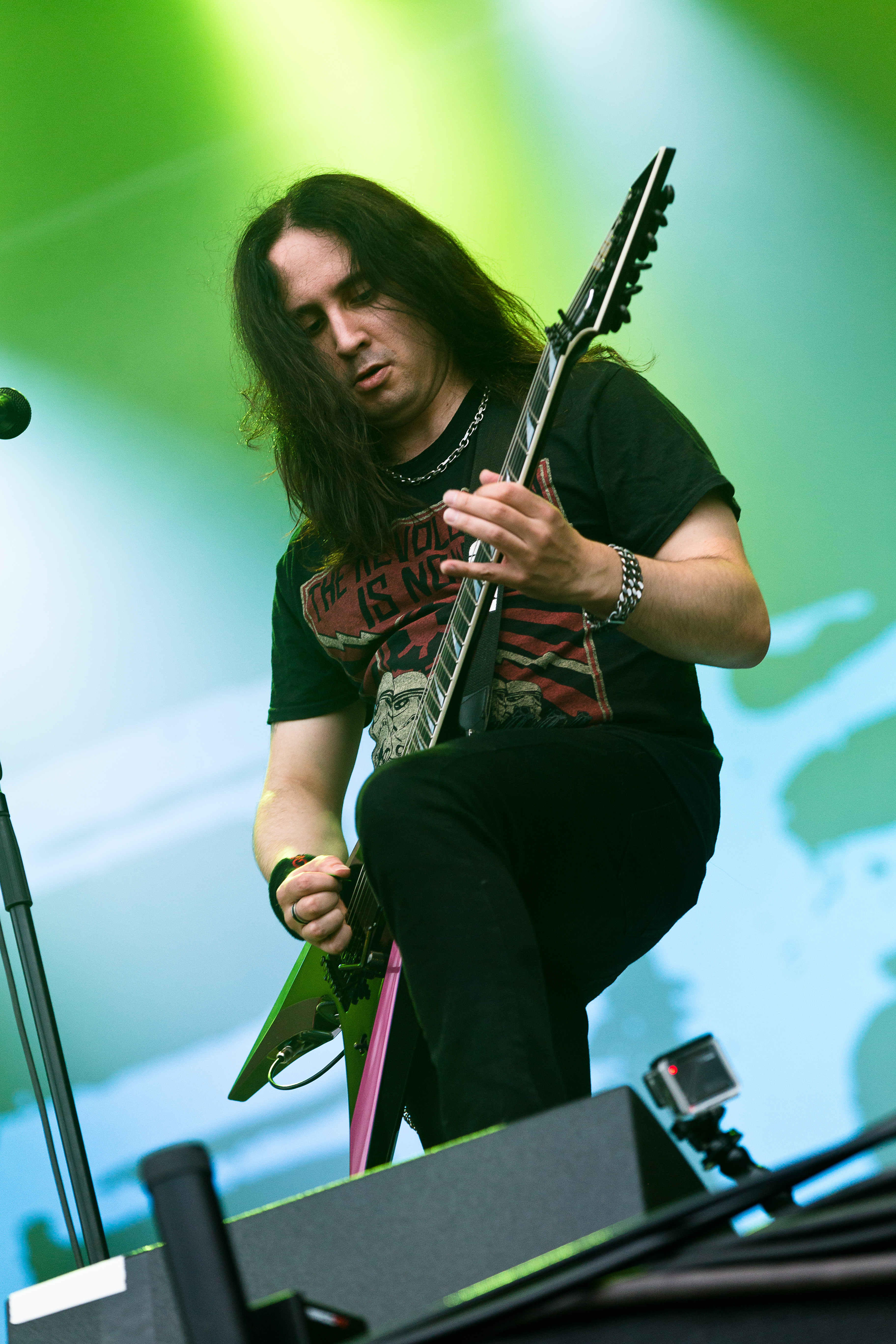
ダニエル・フレイベリ（2016年）
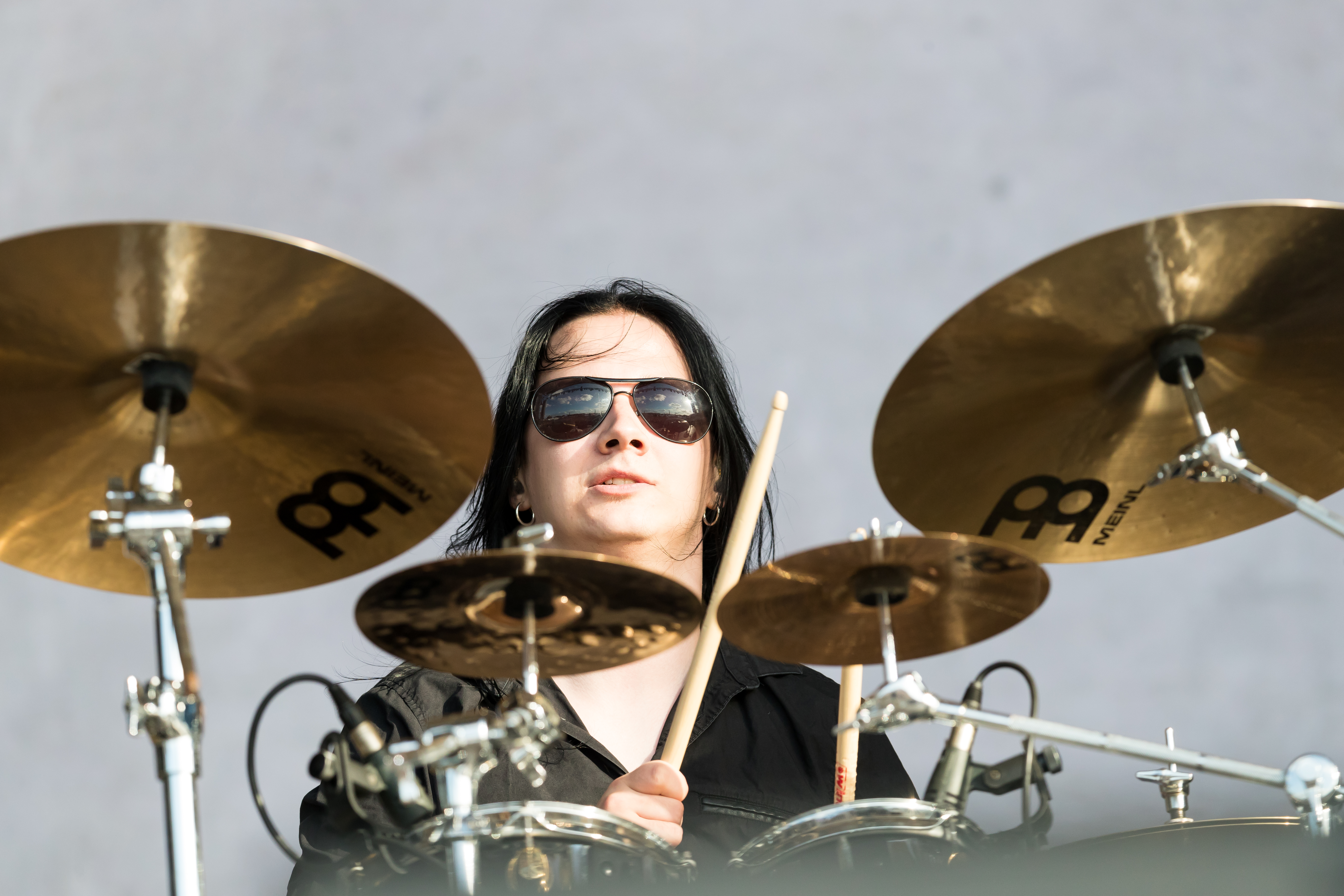
ワルッテリ・ヴァユリュネン（2017年）

### 元メンバー
- アレキシ・ライホ (Alexi Laiho) - ボーカル・リードギター（2020年）
2020年12月に逝去[7]。チルドレン・オブ・ボドム、インペイルド・ナザリーン、シナジー、ザイ・サーペント等でも活動。

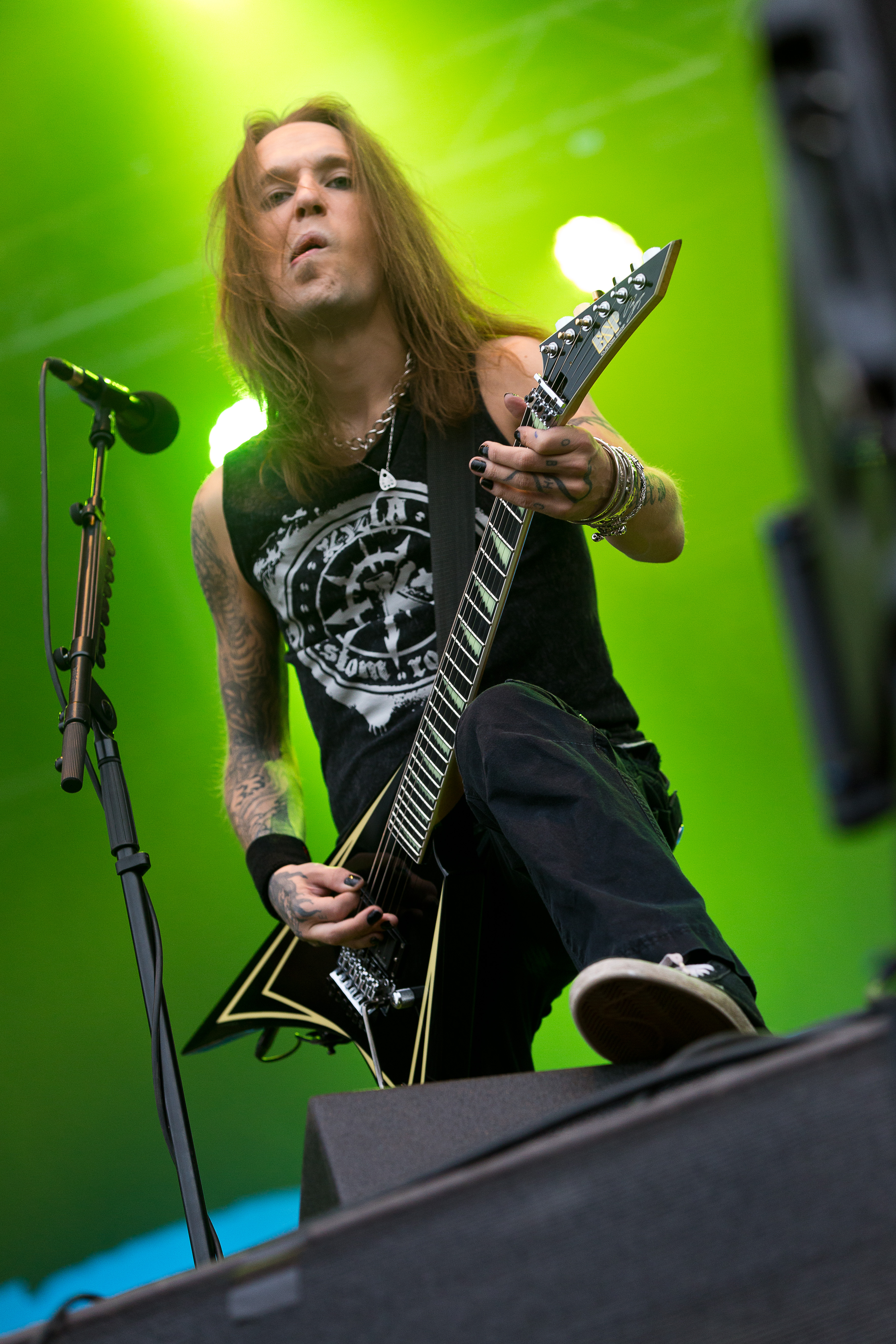
アレキシ・ライホ（2016年）

### セッション・メンバー
- ラウリ・サロマー　(Lauri Salomaa) - キーボード（2020年 - 2021年）

## ディスコグラフィ
- 2021年 Paint The Sky With Blood (EP)